# Едмон Демолен
Едмо́н Демоле́н (фр. Edmond Demolins; нар. 1852, Марсель — пом. 1907, Кан) — французький історик, соціолог, педагог, один з ініціаторів нового виховання. Був ідеологом соціального реформізму і класового миру.

## Діяльність
Едмон Демолен одним із перших закликав створювати приватні середні школі-інтернати, в яких на першому плані стояли б фізичне виховання і спорт, фізична праця дітей, розвиток їхньої самостійності та ініціативи, енергії, зміцнення волі.

Едмон Демолен

У методологічному відношенні він сприяв зміцненню емпіричного базису педагогіки, критикуючи грубий позитивізм за поверховий аналіз фактів і схильність до необґрунтованих уазагальнень. Демолен вимагав точної кількісної характеристики фактів, вдосконалив метод вивчення і узагальнення передового досвіду.
Демолен намагався викликати в молоді інтерес до підприємницької та колонізаторської діяльності й підготувати її до неї. У 1899 році він створив школу де Рош, що стала одним із центрів нового виховання.
Найважливішими засадами діяльності школи Демолена були:
- побудова навчального процесу на основі трудового принципу;
- розширення змісту освіти за рахунок природничих наук;
- активне використання дослідницьких методів навчання;
- приділення великої уваги роботам по впорядкуванню навколишнього середовища, культурі дозвілля, спорту;
- створення самоврядування на зразок парламенту.

## Вибрані праці
- «Нове виховання» (1900)
- «Аристократична раса [Архівовано 5 листопада 2016 у Wayback Machine.]» (1907)